# Sanneke Bos
Sanneke Bos (1971) is een Nederlandse actrice en trainingsacteur. 

## Carrière
Bos is in 1994 afgestudeerd aan de Academie voor Drama te Eindhoven. Ze speelde tussen 1997 en 2006 in het Ro Theater.  Sinds 2005 speelt en traint zij ook voor verschillende trainingsbureaus.
Ze deed een opleiding Neurolinguïstisch Programmeren (NLP), waarmee ze in 2010 'Transpersoonlijk Coach & Counselor' werd.
In 2012 werd ze genomineerd voor een Gouden Kalf als beste actrice in televisiedrama voor haar hoofdrol in de televisieserie De geheimen van Barslet. De prijs ging uiteindelijk echter naar Rifka Lodeizen.
In 2014 was Bos als Sanne van der Leek te zien in de televisieserie Nieuwe buren.